# Municipio de Fillmore (Minnesota)
El municipio de Fillmore (en inglés: Fillmore Township) es un municipio ubicado en el condado de Fillmore en el estado estadounidense de Minnesota. En el año 2010 tenía una población de 457 habitantes y una densidad poblacional de 5,06 personas por km².

## Geografía
El municipio de Fillmore se encuentra ubicado en las coordenadas 43°44′21″N 92°14′22″O / 43.73917, -92.23944. Según la Oficina del Censo de los Estados Unidos, el municipio tiene una superficie total de 90.27 km², de la cual 90,27 km² corresponden a tierra firme y (0 %) 0 km² es agua.

## Demografía
Según el censo de 2010, había 457 personas residiendo en el municipio de Fillmore. La densidad de población era de 5,06 hab./km². De los 457 habitantes, el municipio de Fillmore estaba compuesto por el 98,91 % blancos, el 0,88 % eran afroamericanos, el 0,22 % eran de otras razas. Del total de la población el 1,31 % eran hispanos o latinos de cualquier raza.